# 突出孢堆黑粉菌
突出孢堆黑粉菌（学名：Sporisorium exsertum）是属于黑粉菌目黑粉菌科孢堆黑粉菌属的一种真菌，寄生在菅属植物上。该种分布于中国、斯里兰卡、南非、澳大利亚等地。